# Pedestal
Singles de Aiko
Lucky Streak
(2023)
Chansons représentant la Tchéquie au Concours Eurovision de la chanson
My Sister's Crown (Vesna)
(2023)
Pedestal est une chanson de l'auteure-compositrice-interprète tchèque Aiko. Elle a été sélectionnée pour représenter la Tchéquie au Concours Eurovision de la chanson 2024 à Malmö.

## Contexte et composition
La chanson est enregistrée durant tout le mois de janvier 2023 et sortie le 22 septembre 2023. Elle est composée par Aiko et Steven Ansell. Dans des interviews, Aiko décrit la chanson comme un « hymne d'amour-propre après une rupture » où elle libère sa colère après avoir rompu avec un partenaire non nommé. Après avoir rompu avec ledit partenaire, elle a un « moment de réalisation » où elle comprend qu'elle n'a pas pris soin d'elle-même en premier lieu. La chanson préconise de faire de sa propre personne et de sa santé sa priorité absolue, en utilisant un « piédestal » comme métaphore du message. Dans des déclarations à la presse, elle affirme que la chanson « parle des émotions et des situations négatives » que l'on vit à la fin d'une relation toxique.
La participation d'Aiko à l'ESCZ 2024 (la sélection nationale tchèque pour l'Eurovision) est officiellement annoncée le 28 novembre 2023. Après la victoire d'Aiko, un membre de la délégation tchèque, Ahmad Halloun, laisse entendre que la chanson serait remaniée spécifiquement pour sa prestation à Malmö, bien que cela n'ait pas été officiellement confirmé.

## Clip vidéo et promotion
Avant la sortie officielle de l'album, un clip vidéo accompagnant la chanson est publié le 22 septembre 2023.
Pour promouvoir davantage la chanson, Aiko doit l'interpréter lors de diverses soirées de préparation à l'Eurovision comme l'Eurovision In Concert le 13 avril 2024ou encore la Nordic Eurovision Party le 14 avril.

## Eurovision 2024

### ESCZ 2024
Le radiodiffuseur tchèque Česká televize (ČT) organise un concours entre sept participants, ESCZ 2024, avec une grande finale singulière pour sélectionner son candidat à l'Eurovision 2024. C'est la sixième édition de la sélection nationale tchèque. La chanson gagnante de la finale est sélectionnée après la présentation de toutes les entrées lors de la grande finale du 4 décembre, le vote étant ouvert jusqu'au 11, le gagnant étant déterminé par une combinaison pondérée d'un vote international et d'un vote du public tchèque.
Aiko est annoncée pour participer à ESCZ 2024 le 28 novembre 2023, et sa chanson pour le concours est révélée lors de la grande finale. Après la clôture des votes, le 13 décembre, la chanson Pedestal est annoncée comme gagnante du concours malgré un manque de votes de la part des Tchèques, la chanson ayant remporté une extrême majorité des votes internationaux (plus de 10 000 votes que la deuxième place). Grâce à cette victoire, la chanson gagne le droit de représenter la Tchéquie au Concours Eurovision de la chanson 2024.

### Eurovision 2024
Le Concours Eurovision de la chanson 2024 se déroulera à la Malmö Arena de Malmö, en Suède, et consistera en deux demi-finales qui se tiendront aux dates respectives des 7 et 9 mai, et en une finale le 11 mai 2024. Lors du tirage au sort du 30 janvier 2024, la Tchéquie est tirée au sort pour participer à la deuxième demi-finale, se produisant lors de la première partie de cette deuxième demi-finale.